# Хуан Пабло Ескобар
Хуан Пабло Ескобар Лопес (ісп. Juan Pablo Escobar Lopez, нар. 24 червня 1951) — колишній футбольний арбітр з Гватемали, який працював в 1980-х і 1990-х роках. Арбітр ФІФА у 1987—1992 роках.

## Кар'єра
Він працював на таких великих змаганнях:
- Юнацький чемпіонат світу 1989 (3 матчі, в тому числі і фінал)
- Молодіжний чемпіонат світу 1991 (1 матч)
- Золотий Кубок КОНКАКАФ 1993 (1 матч)